# 马罗内
马罗内（義大利語：Marone），是意大利布雷西亚省的一个市镇。总面积22平方公里，人口3314人，人口密度150.6人/平方公里（2009年）。国家统计（ISTAT）代码为017106。